# Halowe Mistrzostwa Europy w Lekkoatletyce 1978 – bieg na 3000 m mężczyzn
Bieg na 3000 metrów mężczyzn – jedna z konkurencji biegowych rozgrywanych podczas halowych lekkoatletycznych mistrzostw Europy w hali Palasport di San Siro w Mediolanie. Rozegrano od razu bieg finałowy 12 marca 1978. Zwyciężył reprezentant Szwajcarii Markus Ryffel. Tytułu zdobytego na poprzednich mistrzostwach nie obronił Karl Fleschen z  Republiki Federalnej Niemiec, który tym razem zajął 6. miejsce.

## Rezultaty

### Finał
Rozegrano od razu bieg finałowy, w którym wzięło udział 14 biegaczy.
Opracowano na podstawie materiału źródłowego.
| Miejsce | Zawodnik           | Czas   |
| ------- | ------------------ | ------ |
| 1       | Markus Ryffel      | 7:49,5 |
| 2       | Emiel Puttemans    | 7:49,9 |
| 3       | Jörg Peter         | 7:50,1 |
| 4       | Dan Glans          | 7:51,2 |
| 5       | Klaas Lok          | 7:51,4 |
| 6       | Karl Fleschen      | 7:53,9 |
| 7       | Paul Thijs         | 7:55,7 |
| 8       | Venanzio Ortis     | 7:55,8 |
| 9       | Józef Ziubrak      | 7:56,2 |
| 10      | Dietmar Millonig   | 7:57,5 |
| 11      | Christian Sanjurjo | 7:58,1 |
| 12      | Patriz Ilg         | 7:58,8 |
| 13      | Ari Paunonen       | 8:07,3 |
| 14      | Ingo Sensburg      | 8:12,5 |